# Ямашита Томохіса
Томохіса Ямашіта (9 квітня 1985 року, префектура Тіба, Японія) — японський співак, актор, модель, танцор, колишній лідер та учасник японської поп-групи NEWS. Також відомий під псевдонімом Ямапі. Справжнє ім'я — Аокі Томохіса.
Ямашіта приєднався до японського музичного агентства Johnny's Entertainment у 1996 році, та, коли йому було лише 11 років, почав виступати у складі «Johnny's Juniors». Брав участь в групах «B.I.G.», «Four Tops». У 2000 році був номінований на звання найгарнішого співака. У 2004 році вийшов офіційний дебютний диск з групою NEWS. Він дебютував як сольний артист в 2006 році з власним синглом «Daite Senorita». Сингл мав шалений успіх та довгий час займав верхівки різних японських хіт-парадів. У цей час Ямапі випустив 3 соло-диски: «Daite seniorita», «Loveless» «One in a million» та «Supergood. Superbad».
7 жовтня 2011 року співак покинув NEWS та зайнявся сольною кар'єрою.
Ямашіта Томохіса — один з найвідоміших й найпопулярніших акторів серед вихованців Johnny's Entertainment. Зніматися в фільмах також розпочав досить рано — вже в 2000 році в віці 15 років знявся в фільмі «Ikebukuro West Gate Park» та навіть отримав нагороду за «Найкращу роль другого плану». Далі вийшла дорама «Nobuta wo Produce», яка ввійшла в класику японських дорам, та дотепер займає перші місця в рейтингах. Надалі йдуть тільки ролі першого плану. Артист творчо розвивається й стає популярним. Паралельно знімається в рекламних роликах. Актор знявся в більш ніж 17 кінокартинах, але на цьому його кар'єра не зупиняється — його продовжують завчасно запрошувати до різних проектів, тобто майбутніх фільмів.
1. ↑  https://mainichi.jp/english/articles/20201111/p2a/00m/0na/002000c